# داني قالبرايث
داني قالبرايث (بالإنجليزية: Danny Galbraith)‏ (19 أغسطس 1990 في المملكة المتحدة - ) هو لاعب كرة قدم بريطاني في مركز الوسط. لعب مع مانشستر يونايتد ونادي غيلينغهام ونادي هيبرنيان ونادي يميريك ونادي يورك سيتي وهارت أوف ميدلوثيان.

## وصلات خارجية
- داني قالبرايث على موقع الاتحاد الأوربي (الإنجليزية)
- داني قالبرايث على موقع Soccerbase.com (لاعب) (الإنجليزية)
- داني قالبرايث على موقع Soccerway.com (الإنجليزية)